# Andre Asriel
Andre Asriel (alemany: André Asriel)  (Viena, 22 de febrer de 1922 - Berlín, 28 de maig de 2019) va ser un compositor austro-alemany.
Asriel va assistir primer a l'"Academic High School" i després al "Bundesgymnasium IX" (Wasagymnasium) a Viena, on el guanyador i compositor de l'Oscar Ernest Gold va ser el seu company de classe. Aquí va estudiar estudis musicals al mateix temps i va estudiar piano amb Grete Hinterhofer i teoria amb Richard Stoehr l'Acadèmia Estatal de Música de Viena de 1936 a 1938. Va ser extremadament talentós i un pianista excepcional des de molt jove.
Després de l'annexió d'Àustria al Reich alemany nazi, la seva mare es va assegurar que el seu fill Andre, de 16 anys, pogués emigrar a Anglaterra a finals de 1938 com un home perseguit racialment amb un kindertransport. Ella mateixa no va poder escapar. Al començament de la guerra al setembre de 1939, tots els vincles amb l'antiga pàtria i la família havien estat tallats. La música també estava en interès d'Asriel, però no sabia com començar i finançar un curs adequat d'estudi. A través d'una trobada amb el posteriorment poeta Erich Fried –també antic alumne del Wasagymnasium– va trobar contacte amb la llavors organització de l'exili "Freie Deutsche Jugend" (FDJ), que també va finançar estudis. Asriel es va fer càrrec del lideratge del cor de la FDJ de Londres i va trobar amics entre els seus membres. Com a llicenciat de la Reial Acadèmia de Música (L.R.A.M.) va continuar els seus estudis amb Franz Osborn (piano) i Ernst Hermann Meyer (composició) des de 1941.
El seu agraïment al FDJ va portar Asriel a la destruïda Alemanya el 1946 per ajudar a construir-hi el socialisme. El 1946 va continuar els seus estudis musicals, que havien estat interromputs a l'exili, a la "Hochschule für Musik" a la part occidental de Berlín amb Reinhard Schwarz-Schilling i Hermann Wunsch (composició) i Richard Rössler (piano). L'examen de l'estat del piano va seguir el 1948. Del 1950 al 1951, Andre Asriel va ser alumne de màster a l'Acadèmia Alemanya de les Arts (Berlín Oriental) amb Hanns Eisler. Del 1950 al 1967 va ser professor i després professor de composició a la "Hanns Eisler Music Academy" de Berlín (RDA). El 1980 es retirà.
Asriel era conegut sobretot per les seves cançons polítiques. Però la música cinematogràfica també va ser un camp d'activitat important per a ell. Va escriure la música de més de 30 pel·lícules. També va compondre cançons, balades, música de cambra, vocal i instrumental. Moltes de les seves composicions estan influenciades per la música jazz. Estava casat amb el germanista Gertrud (Katja) Asriel des del 1951 i tenia dos fills. El 1951, Asriel va rebre el Premi Nacional GDR, el Premi Art FDGB el 1970 i l'Ordre Patriòtica al Mèrit el 1974 i el 1982.